# Abbaye Saint-Basle de Verzy
L’abbaye Saint-Basle de Verzy, située à Verzy dans le département français de la Marne en région Grand Est, a été fondée en 664, par saint Nivard. L’abbaye porte le nom de Saint-Basle en souvenir du moine Basle. Tous les ans, le lundi de Pentecôte, la châsse de saint Basle est amenée solennellement à la cathédrale de Reims.

## L'abbaye primitive
Selon Flodoard, dès le commencement du christianisme, un monastère est fondé à Verzy ; Vers 530, selon Marlot, à l'époque où saint Remi fonde quatre monastères et envoie ses disciples à Saint-Thierry,  Chaumont-Porcien, Saint Gibrien et Verzy. Suavegothe et Théodechilde font construire le premier monastère dans le village. C'est une laure, dédiée à saint Martin, selon Hincmar, avec 12 moines qui devaient suivre la règle des saints Antoine et Pacôme et des institutions de Cassien ou une règle semblable.  Basle y passe plusieurs années. Devenu prêtre, il quitte le monastère pour se construire une cellule dans la forêt, sur la montagne, où il devient ermite. De nombreux miracles lui sont attribués. Basle décède vers 620.

## L'abbaye
Devant l'intérêt que suscitent les dévotions qui se sont développées autour de la tombe de Basle, saint Nivard, archevêque de Reims, rebâtit à ses frais un monastère dans la « montagne » au-dessus de la commune de Verzy en 664 avec une église pour y abriter les reliques du saint. Nivard y établit la règle de saint Colomban, le privilège d'immunité reconnaissant aux moines le droit de libre élection de leur abbé, et à l'abbé le droit de libre administration du monastère, sans que l'évêque et ses agents interviennent normalement dans la marche du monastère et le dote de son patrimoine foncier ; Nivard donne au monastère  l'église Sainte-Marie, dans le village de Verzy, avec toutes ses dépendances, puis la petite localité de Wez au-dessous de Verzy . Les moines restent dans l'ancien couvent jusque vers l'an 825. C'est Hincmar qui consacre l'église.
Charles Martel s'empare des biens ecclésiastiques pour les distribuer à ses partisans. Dès 717, Charles Martel donne le temporel de l’archevêché de Reims à Milon, l'abbaye de Saint-Basle échoit ainsi à des moines séculiers, qui réduisent les moines à une existence précaire et pressurent les paysans qui exploitent les manses de l'abbatiat. Milon possède les biens des abbayes comme ceux de l'évêché de 717 à 743, et après lui les archevêques ont conservé le titre abbatial, avec les revenus afférents.
En 926, les religieux abandonnent le monastère pour Reims devant la menace des Hongrois. En 937, toute la Champagne est pillée et incendiée par les Hongrois. Les religieux abandonnent de nouveau le monastère pour Reims. Les Hongrois établissent leur quartier général dans le monastère de Saint-Basle déserté d'où ils ne partiront qu'après l'avoir mis à sac. L'archevêque Artaud se voit relégué en 940, au plus fort des compétitions politiques et ecclésiastiques, qui opposent deux archevêques sur le siège de Reims. Rétabli en 946, Artaud devra attendre 952 pour restaurer la vie monastique à Saint-Basle, sous la direction d'Hincmar, abbé de Saint-Remi, et de Rotmar, abbé d'Hautvillers.  Artaud confie l'abbaye aux bénédictins respectant des usages dérivés de l'abbaye de Cluny, sous la direction d'un abbé librement élu. Avant la fin du siècle, les relations d'Adson abbé de Saint-Basle, avec Adson abbé de Montier-en-Der, marquent Verzy de l'influence d'un autre courant, celui de  Saint-Evre de Toul et des réformateurs lorrains.
En 991, Hugues Capet convoqua le concile de Saint-Basle de Verzy à l'abbaye de Verzy pour y juger Arnoul, fils de Lothaire, qui l'avait trahi en ouvrant les portes de son archevêché de Reims à son oncle Charles de Lorraine, dernier prétendant carolingien.
En 1644 est introduit la réforme de l'ordre de Saint-Benoît. L'abbaye adhère à la congrégation de Saint-Maur.
Le 13 février 1790, l'Assemblée constituante prononce l'abolition des vœux monastiques et la suppression des congrégations religieuses.
L'église Saint-Pierre de Verzenay possède l'ancienne pierre qui recouvrait le tombeau de saint Basle dans la nef de l'église du monastère.

## Abbés et abbés commendataires
D’après Eugène Félix Queutelot  :

### Abbés réguliers
1. ~ 583 : Diomère ou Diomer, abbé du premier monastère
2. ~ 655 : Perron, premier abbé du second
3. ~ 684 : Hilduin
4. ~ 825 : Benoit, abbé séculier, nommé par l'archevêque
5. —     : Sperne ou Sperve, abbé séculier, frère du précédent;
6. ~ 940 : Artaud, archevêque de Reims,
7. ~ 952 : Odoleus ou Odolenus ou Oldoric, plus tard abbé de Saint-Médard de Soissons
8. ~ 972 : Adson ou Aasson
9. -     : Hugues
10. ~ 1040-1060 : Wenric
11. ~ 1075 : Walera
12. ~ 1076 : Etienne
13. ~ 1085 : Burchard, venant de abbaye Saint-Pierre d'Hautvillers, fondant l'aumônerie de Saint-Basle[7]
14. ~ 1100 : Richer
15. ~ 1104 : Burchard II
16. ~ 1109 : Hugues II
17. ~ 1122 : Richer II
18. ~ 1124 : Alberic
19. ~ 1144 : Manassés
20. ~ 1153 : Robert
21. ~ 1160 : Jean
22. ~ 1170 : Ascelin
23. ~ 1178 : Thibaut (-†1188) cardinal-évêque d'Ostie en 1183.
24. ~ 1180 : Jean II ou Pierre
25. ~ 1190 : Raoul
26. ~ 1200 : Richer III
27. ~ 1204 : Pierre
28. ~ 1214 : Jean III
29. ~ 1228 : Adam
30. ~ 1232 : Evrard
31. ~ 1245 : Hugues III
32. ~ 1265 : Etienne II
33. ~ 1300 : Milon
34. ~ 1311 : Thierry (†1325)
35. 1325-1331 : Jean IV
36. 1331-1343 : Pierre II déposé en 1343.
37. ~ 1343 : Regnault
38. ~ 1350 : Jean V
39. ~ 1354 : Hugues IV
40. ~ 1356 : Regnault de Tibiis ou Tilis (†1358)
41. ~ 1359 : Guy (†1379)
42. ~ 1379 Guillaume de Ligny
43. ~ 1381 : Raoul de Marcilly
44. ~ 1387 : Guy de Ligny
45. ~ 1397 : Pierre III (†1400)
46. ~ 1400 : Gilles Jeunart
47. ~ 1408 : Nicolas Duchet nommé abbé de Saint-Nicaise en 1417.
48. ~ 1417 : Arnault d'Aulnoy
49. ~ 1425 : Jean de Nanteuil, nommé par le roi
50. ~ 1449 :Jean Samoti (†1451)
51. ~ 1451 : Nicolas de Faignon , avant était prieur d'Houplines
52. ~ 1458 : Jean de Cusan (†1463), dernier abbé régulier

### Abbés commendataires
À partir du Concordat de Bologne, commence la série des abbés commendataires et seigneurs temporels :
1. 1465 :  Richard Olivier de Longueil (1406-†1470), évêque de Coutances
2. 1479 : Brice Bobille, protonotaire apostolique, chanoine et doyen du chapitre cathédral de Reims
3. 1505 : Jacques d'Albret (-†1539) , devint évêque de Nevers
4. 1540 : Jean de Lorraine (1498-1550), cardinal, abdiqua en faveur du suivant.
5. 1545-1549 : Jean de La Marck
6. 1552 : Guillaume de La Marck, archidiacre de Brabant
7. 1559 : Charles de Roucy (1515-†1585), évêque de Soissons
8. 1570 : Jean Le Moine (†1580), docteur en théologie

Vacance
1. 1591-1597 : Pierre Mongeot
2. 1598 : Jean Le Gendre
3. 1624-629 : Jean de Vienne, chanoine de Reims, obtint l'abbaye en chassant Jean le Gendre, reçut de son successeur, l'abbaye Saint-Martin de Nevers.
4. 1629 : Nicolas-François Brûlart de Sillery, neveu de Léonor d'Estampes, abdiqua au mois de janvier 1655
5. 1655-1663 : Louis Brûlart de Sillery (v.1642-17 juillet 1664), neveu du précédent; il est le second fils de Louis-Roger Brûlart de Sillery et de Marie-Catherine de La Rochefoucauld. Il est chevalier de Malte, capitaine de cavalerie au régiment de Bricquemant servant sous le maréchal de Frédéric-Armand de Schomberg (1615-1690) aux côtés de son fils Ménard de Schomberg (1690-1719) au cours de la guerre de Restauration au Portugal où il trouve la mort dix jours après la bataille de Castelo Rodrigo. Il avait renoncé au profit de son frère François
6. 1663-1666 : François Brûlart de Sillery (†1668), frère du précédent, petit-fils de Pierre IV Brûlart de Sillery
7. 1668 : Fabio Brûlart de Sillery (1655-1714), frère du précédent, évêque de Soissons, membre de l'académie française, abbé de La Plisse, du Gard, et de Chézy
8. 1716 : Claude-Vital-Gaston de Rochefort d'Ailly de Saint-Point (†1777)
9. 1778 : Nicolas de Beaumont d'Autichamp

## Administration
L'abbaye avait quatre officiers claustraux : le prieur, l'aumônier, le chambrier et le trésorier. Le prieur, depuis la mise en commende, était le véritable chef du monastère. L'aumônier était chargé de servir les pauvres ; l'aumônerie était établie dans le village de Verzy, sur l'emplacement de l'abbaye primitive qu'on appelait le petit couvent.
- 1752 : Pierre Chastelain, prieur.

## Prieurés
L'influence de l'abbaye s'étend sur les prieurés où elle envoie ses religieux et recueille les revenus :
- Prieuré de Sainte Anastasie à Houplines qui subsista jusqu’en 1790.

## Patrimoine foncier

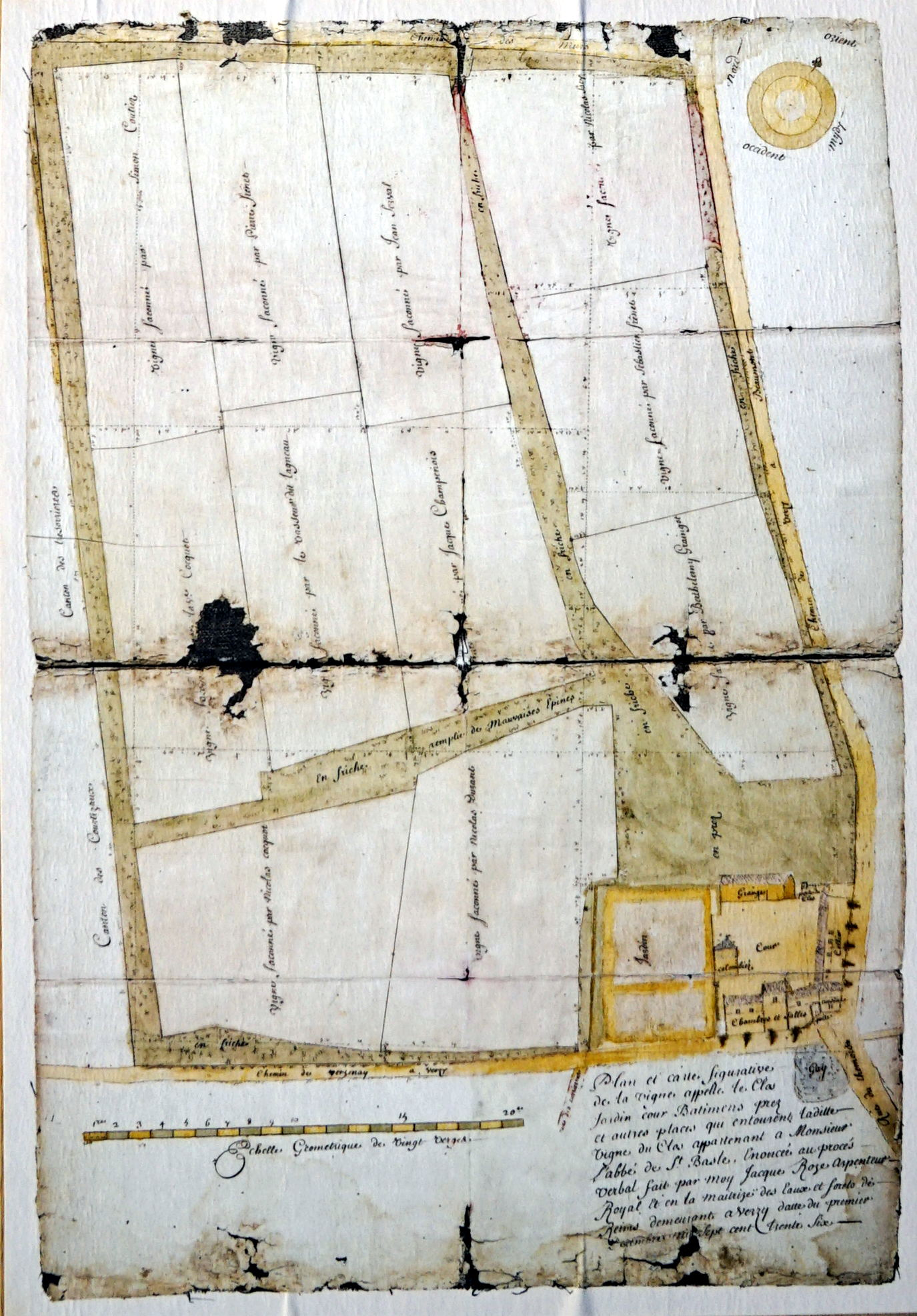
Une vigne de l'abbaye.

Sous Lothaire, en 955, une division des biens monastiques entre la mense abbatiale, que le roi accordait en précaire à ses fidèles, en fait aux archevêque et la mense conventuelle ou capitulaire apparaît probable à Saint-Basle, soit soixante manses, situés à Verzy ; à Courmelois ; à Marson, un ancien village, puis moulin, près de Courmelois ; à Curtis Jusana, l'actuel Beaumont ; à  Caniacum, peut-être Chagny, près de Warmeriville ou Chigny.
L'abbaye possède  des biens à Baconnes, Bisseuil, Cherville, Écury-sur-Coole, Verzy, Wez, Mourmelon-le-Petit dont elle possédait la seigneurie, à Bouzy, à Puisieulx, à Vertuel, des seigneuries à Beaumont-sur-Vesle, Courmelois,  Les Petites-Loges, Villers-Marmery, des droits sur Gournay, à côté de Sept-Saulx et à Montreuil-lez-Wassy, une cens à Houplines, un fief à Louvois, une maison dans Reims.
La Vesle appartenait depuis Sept-Saulx jusqu'à la limite du terroir de Beaumont vers Sillery, à l'abbaye de Saint-Basle, qui en avait la justice et la pêche.

## Dîmes
Les dîmes pesaient sur des produits très variés tels que les grains, blé, orge, seigle, avoine, le vin, les fruits des arbres, les petits des animaux, oies, poulets, le foin, le lin, la laine, le chanvre, les fromages, jardins, abeilles, cires.. 
Le chapitre de l'abbaye avait le droit de patronage, de présentation à l’évêque et de nomination d'un desservant aux églises ou cures (paroisses) où il percevait les grosses dîmes : Attigny et Méry, Athis et Cherville, Beaumont-sur-Vesle et Les Petites-Loges, Courmelois, Fontaine, Germaine, Houplines, Prunay, Sept-Saulx, Thuisy, Verzenay, Verzy, Villers-Marmery.
L'abbaye percevait aussi des dîmes à Muizon, Wez

## Héraldique
| Armes du chapitre de Saint-Basle de Verzy | Les armes du chapitre de Saint-Basle de Verzy se blasonnent ainsi : D’azur à la bande d’argent côtoyée de deux doubles cotices potencées et contre-potencées d’or, à la crosse du même brochant sur le tout. |